# Crithagra
A Crithagra a madarak osztályának verébalakúak (Passeriformes) rendjébe a pintyfélék (Fringillidae) családjába és a Carduelinae alcsaládjába tartozó nem.
Az ide sorolt fajokat korábban a Serinus nembe sorolták, de az újabban lezajlott filogenetikai és molekuláris biológiai vizsgálatok bebizonyították, hogy az a nem polifetikus.
Így 37 fajt leválasztottak onnan és átsorolták a korábban már használt Crithagra nembe.
A nemet 1827-ben alkotta meg a brit ornitológus William John Swainson.

## Rendszerezés
- Neospiza csoport - 2 faj
  - Principe-szigeti csicsörke (Crithagra rufobrunneus)
  - Sao Thomé-i csicsörke (Crithagra concolor) vagy (Neospiza concolor)

- Dendrospiza csoport – 6 faj
  - vékonycsőrű csicsörke (Crithagra citrinelloides)
  - nyugati kanáricsíz (Crithagra  frontalis)
  - déli kanáricsíz (Crithagra hyposticta)
  - kantáros csicsörke (Crithagra capistrata)
  - papirusz csicsörke (Crithagra koliensis)
  - erdei csicsörke (Crithagra scotops)

- Ochrospiza csoport – 12 faj
  - fehérhátú csicsörke vagy szürke csicsörke (Crithagra leucopygia)
  - angolai csicsörke (Crithagra atrogularis)
  - etiópiai csicsörke (Crithagra xanthopygia)
  - Reichenow-kanáricsíz (Crithagra reichenowi)
  - olajzöld csicsörke (Crithagra rothschildi)
  - sárgatorkú csicsörke (Crithagra flavigula)
  - Salvadori-csicsörke (Crithagra xantholaema)
  - sárgamellű csicsörke (Crithagra citrinipectus)
  - mozambiki csicsörke (Crithagra mozambica)
  - fehérhasú csicsörke vagy fehérhasú kanáricsíz (Crithagra dorsostriata)
  - Ankober-csicsörke (Crithagra ankoberensis)
  - jemeni csicsörke (Crithagra menachensis)

- Pseudochloroptila csoport – 2 faj
  - hottentotta csicsörke (Crithagra totta)
  - sárkány-hegységi csicsörke (Crithagra symonsi)

- Crithagra csoport – 4 faj
  - északi magtörőcsicsörke (Crithagra donaldsoni)
  - déli magtörőcsicsörke (Crithagra buchanani)
  - sárgahasú kanáricsíz (Crithagra flaviventris)
  - Brimston-csicsörke vagy Brimston-kanáricsíz (Crithagra sulphurata)

- Poliospiza csoport – 5 faj
  - Reichard-kanáricsíz (Crithagra reichardi)
  - barna kanáricsíz (Crithagra gularis)
  - barna csicsörke (Crithagra canicapilla)
  - feketevállú kanáricsíz (Crithagra mennelli)
  - Rüppell-csicsörke (Crithagra tristriata)
  - fehértorkú kanáricsíz (Crithagra albogularis)

- Egyéb, az alnemzetségbe sorolt fajok - 5 faj
  - vastagcsőrű csicsörke (Crithagra burtoni)
  - sávos csicsörke (Crithagra striolata)
  - sárgahomlokú csicsörke (Crithagra  whytii)
  - tanzániai kanáricsíz (Crithagra melanochra)
  - fehérszárnyú csicsörke (Crithagra leucoptera)